# Ԃ (слово ћирилице)
Ԃ ԃ (Ԃ ԃ, искошено: Ԃ ԃ) је слово Молодцовљеве варијанте ћирилице. Зове се комско Ђ. Коришћено је само у писању на комском језику 1920-их и на мордвинским језицима.
Слово је изведено од Ԁ d уз додатак куке.

## Рачунарски кодови
| Знак                      | Ԃ                                | Ԃ                                | ԃ                              | ԃ                              |
| ------------------------- | -------------------------------- | -------------------------------- | ------------------------------ | ------------------------------ |
| Назив у Уникоду           | CYRILLIC CAPITAL LETTER KOMI DJE | CYRILLIC CAPITAL LETTER KOMI DJE | CYRILLIC SMALL LETTER KOMI DJE | CYRILLIC SMALL LETTER KOMI DJE |
| Врста кодирања            | децимална                        | хексадецимална                   | децимална                      | хексадецимална                 |
| Уникод                    | 1282                             | U+0502                           | 1283                           | U+0503                         |
| UTF-8                     | 212 130                          | D4 82                            | 212 131                        | D4 83                          |
| Нумеричка референца знака | &#1282;                          | &#x502;                          | &#1283;                        | &#x503;                        |

## Слична слова
Ԁ d : Ћириличко слово Комско Д.
D d : Латиничко слово Д.
Д д : Ћириличко слово Д.